# سينيد أوكونور
شهداء صدقات ولدت باسم سينيد أوكونور (بالإنجليزية: Sinéad O'Connor)‏ (تلفظ شنيد) في تاريخ (8 ديسمبر 1966 - 26 يوليو 2023). هي مغنية وكاتبة أغاني إيرلندية اشتهرت في أواخر الثمانينات بألبومها ذا ليون أند ذا كوبرا. وتوفيت يوم 26 تموز/ يوليو 2023.

## الجدل

### ساترداي نايت لايف

أوكونور تُمزِّق صورة البابا يوحنا.

في يوم 3 أكتوبر 1992، كانت سينيد ضيفة في برنامج ساترداي نايت لايف وقامت بغناء نسخة أكابيلا لأغنية بوب مارلي وور (بالإنجليزية: war)‏ وكان الهدف منها الإحتجاج ضد الاعتدائات الجنسية في الكنيسة الكاثوليكية أشارت كونور إلى إساءة معاملة الأطفال بدلًا من العنصرية. بعد ذلك أخرجت صورة ليوحنا بولس الثاني بينما كانت تغني كلمة evil (بالعربية)، بعد ذلك قامت بتمزيق الصورة لعدة قطع وقالت قاتلوا العدو الحقيقي وقامت برمي القطع بإتجاه الكاميرا.
لم يكن للبرنامج علم مسبق بخطة أوكونور؛ خلال التدريب كانت أوكونور تحمل صورة لطفل لاجئ.ذكر ريك لودوين نائب رئيس إن بي سي في وقتاً لاحق أنه عندما شاهد فعل أوكونور قفز حرفياً من على كرسيه. كان الجمهور وقتها صامتاً تماماً فلم يقوموا بالتصفيق أو الاستهجان.

## الحياة الشخصية

### ميولها الجنسية
في مقابلة أجريت معها في عام 2000 مع مجلة كيرف، قالت أنها مثلية، ذكرت في وقتٍ لاحق أنه في حين أن معظم علاقاتها الجنسية كانت مع الرجال، فقد كانت لها ثلاث علاقات مع النساء.

### الصحة
في 4 أكتوبر 2007 في مقابلة في برنامج اوبرا، ذكرت بأنها شخصت بمرض اضطراب ذو اتجاهين من 4 سنوات، وبأنها حاولت الانتحار في عيد ميلادها الثالث والثالثون في 8 ديسمبر 1999. في 9 فبراير 2014 ذكرت أوكونور أنها تلقت ثلاث آراء تقول أنها ليست مصابة بالمرض.
في أغسطس 2017 قامت بنشر فيديو على اليوتيوب مدته 12 دقيقة ذكرت أنها تشعر بالوحدة منذ أن فقدت حضانة ابنها البالغ من العمر 13 عامًا وأنها على مدى العامين الماضيين، أرادت أن تقتل نفسها وفقط طبيبها وطبيبها النفسي كانا «يبقيانها على قيد الحياة».

### السياسة
أوكونور مؤيدة لفكرة أيرلندا موحدة [الإنجليزية] ودعت حزب شين فين القومي بأن يكون أكثر شجاعة.في ديسمبر 2014 ظهرت تقاريد تفيد بإنضمام أوكونور للحزب. ودعت إلى هدم جمهورية أيرلندا واستبدالها ببلد جديد موحد.كما دعت إلى استقالة سياسيين بارزين في الحزب مثل جيري آدمز لأنهم «يذكرون الناس بالعنف»، في إشارة إلى ذا ترابلز.
في مقابلة مع قناة بي بي سي في 2015، قالت أنها كانت تتمنى أن تظل أيرلندا تحت الحكم البريطاني (أستقلت أيرلندا بعد حرب الاستقلال الأيرلندية باستثناء أيرلندا الشمالية لأن الكنيسة أستحوذت على البلاد بدلاً منهم. بعد استفتاء بريكزت 2016، كتبت أوكونور على صفحتها في الفيسبوك «رسمياً أيرلندا لم تعد مملوكة من قبل بريطانيا».

### الدين
في مقابلة مع مجلة المسيحية اليوم (بالإنجليزية: Christianity Today)‏ ذكرت أوكونور إنها مسيحية وبأنها تؤمن بالمفاهيم المسيحية الأساسية عن الثالوث ويسوع، وقالت «أعتقد أن الله يريد أن ينقذ الجميع سواء أرادوا أن يتم انقاذهم أم لا. لذلك عندما نموت، نحن جميعًا نعود إلى البيت...لا أعتقد أن الله سيحكم على أحد، إنه يحب الجميع على قدم المساواة». في أكتوبر 2002 ذكرت بأن إيمانها المسيحي ساعدها في إعطائها القوة لتتعايش وتتجاوز أثار معاملتها السيئة وهي طفلة.
في أكتوبر 2018 أعلنت أوكونور بأنها اعتنقت الإسلام، وقالت إنها النتيجة الطبيعية لأية رحلة دينية ذكية. ونشرت على حسابها على موقع تويتر صورة وهي ترتدي الحجاب، كما قامت بإعادة نشر فيديو لها بتاريخ 19 أكتوبر وهي تحاول أن تقوم بتأدية الأذان، وعلقت على المقطع قائلة: «لقد تدربت على تأدية الأذان مئات المرات، ولكني أعد الجميع أنني سوف أتمكن من تأديته على نحو أفضل بكثير من هذا المقطع».

### الشؤون المالية
في يناير 2017 قامت أوكونور ببيع منزلها في أيرلندا بسبب تراكم متأخرات ضريبية.

### الاسم
في 2017 قامت بتغيير اسمها إلى ماجدة داود قائلة في مقابلة إنها تود أن تكون «خالية من اللعنات الأبوية». بعد إعلان إسلامها في أكتوبر 2018 قامت بتغيير اسمها مجدداً إلى شهداء صدقات.

### مذكرات
قامت أوكونور بكتابة كتاب مذكرات وسيرة ذاتية يدعى ذكريات، وقد تم نشره في شهر يونيو عام 2021.

## وفاتها
في 26 يوليو 2023 عُثر على أوكونور فاقدة للوعي في شقتها في هيرن هيل جنوب لندن، وتأكدت وفاتها لاحقًا عن عمر ناهز السادسة والخمسين. أصدرت عائلتها بيانًا في وقت لاحق من نفس اليوم دون الإشارة إلى سبب وفاتها. في اليوم التالي أفادت شرطة العاصمة بعدم وجود شبهة جنائية في وفاتها. في 28 يوليو ذكر الطبيب الشرعي في لندن أن تاريخ وفاتها ما زال مجهولاً. عند دفنها في مقبرة دين جرانج [الإنجليزية] في 8 أغسطس حدد تاريخ وفاتها في 26 يوليو 2023.
أقيمت لها جنازة خاصة في 8 أغسطس في براي، مقاطعة ويكلو حضرها رئيس أيرلندا مايكل هيجينز. دعت عائلة أوكونور المواطنين لتقديم تعازيهم على الواجهة البحرية حيث مر موكب الجنازة وحضر الآلاف وهم يحملون الشعارات والصور.

## روابط خارجية
- سينيد أوكونور على موقع IMDb (الإنجليزية)
- سينيد أوكونور على موقع ميتاكريتيك (الإنجليزية)
- سينيد أوكونور على موقع روتن توميتوز (الإنجليزية)
- سينيد أوكونور على موقع ألو سيني (الفرنسية)
- سينيد أوكونور على موقع ميوزك برينز (الإنجليزية)
- سينيد أوكونور على موقع رولينغ ستون (الإنجليزية)
- سينيد أوكونور على موقع أول موفي (الإنجليزية)
- سينيد أوكونور على موقع قاعدة بيانات الأفلام السويدية (السويدية)
- سينيد أوكونور على موقع إن إن دي بي (الإنجليزية)
- سينيد أوكونور على موقع أول ميوزيك (الإنجليزية)